# Élections municipales de 2020 à Aix-en-Provence
Pour un article plus général, voir Élections municipales de 2020 dans les Bouches-du-Rhône.
Les élections municipales de 2020 à Aix-en-Provence servent au renouvellement du conseil municipal et du conseil métropolitain d'Aix-Marseille-Provence. Le premier tour a lieu le 15 mars 2020. Le second tour, initialement prévu le 22 mars, est reporté au 28 juin 2020 en raison de la pandémie de Covid-19.
A la faveur d'une triangulaire, la liste LR-UDI emmenée par Maryse Joissains-Masini remporte à nouveau la mairie.

## Contexte
La campagne des élections municipales de 2020 à Aix-en-Provence est marquée en particulier par les incertitudes autour de l’éligibilité de la maire sortante Maryse Joissains-Masini, éligibilité confirmée par la Cour de cassation le 19 février 2020,.
La campagne est aussi caractérisée par l'éparpillement des candidatures liées à l'écologie politique ou positionnées au centre, dû au manque de cohésion entre les membres de la majorité présidentielle.

## Candidats

### Aix en partage - Union de la gauche
Marc Pena, professeur d'université, rassemble différents partis de gauche au sein de la liste « Aix en partage » : Gauche républicaine et socialiste, Génération.s, Parti communiste français, Parti socialiste, La France insoumise, Nouvelle Donne, Mouvement national de lutte pour l'environnement et Ensemble !.
Il bénéficie aussi du soutien de quatre anciennes candidates d'Europe Écologie Les Verts aux dernières élections municipales et législatives.

### Mieux Vivre Aix - Europe Écologie Les Verts
Dominique Sassoon, suppléant d'Anne-Laurence Petel (LREM) à l'Assemblée nationale, n'ayant pas obtenu l'investiture LREM face à la députée, il crée une liste soutenue par Europe Écologie Les Verts et quitte LREM,.
Sa liste est aussi soutenue par le député écologiste François-Michel Lambert, par le Mouvement écologiste indépendant et Cap21.

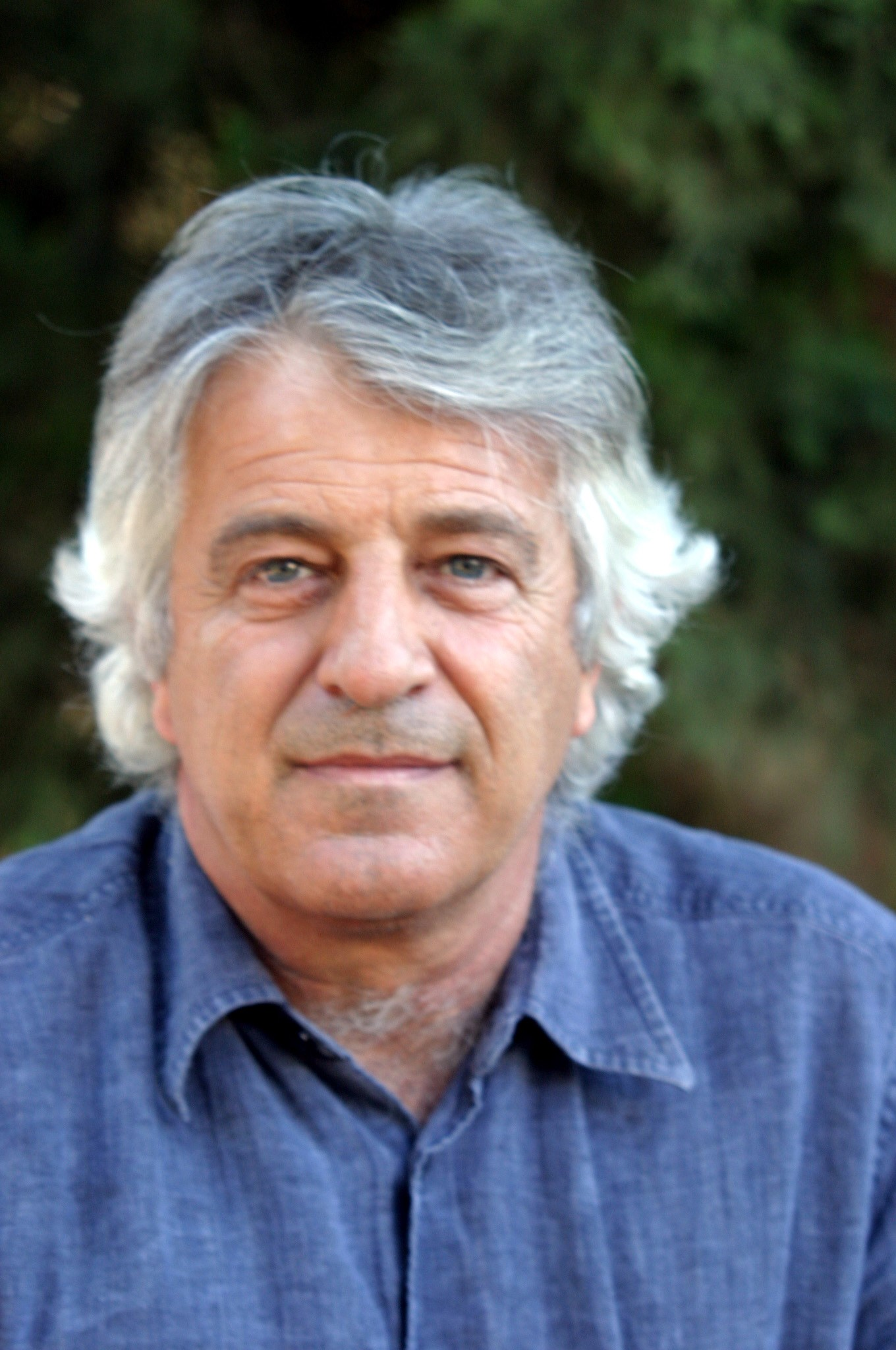
Dominique Sassoon.

### Vert Aix - Génération écologie
Stéphane Salord, élu en 2001 sur la liste de Maryse Joissains-Masini puis candidat divers droite battu en 2008 et 2009, il s'engage chez Génération écologie en 2010 et se présente sous ces couleurs en 2020,.
Sa liste « Vert Aix » fusionne avant le premier tour avec « Aixpression démocrate » de Charlotte de Busschère, élue société civile sur la liste du Parti socialiste en 2014 et actuelle élue de l'opposition,.

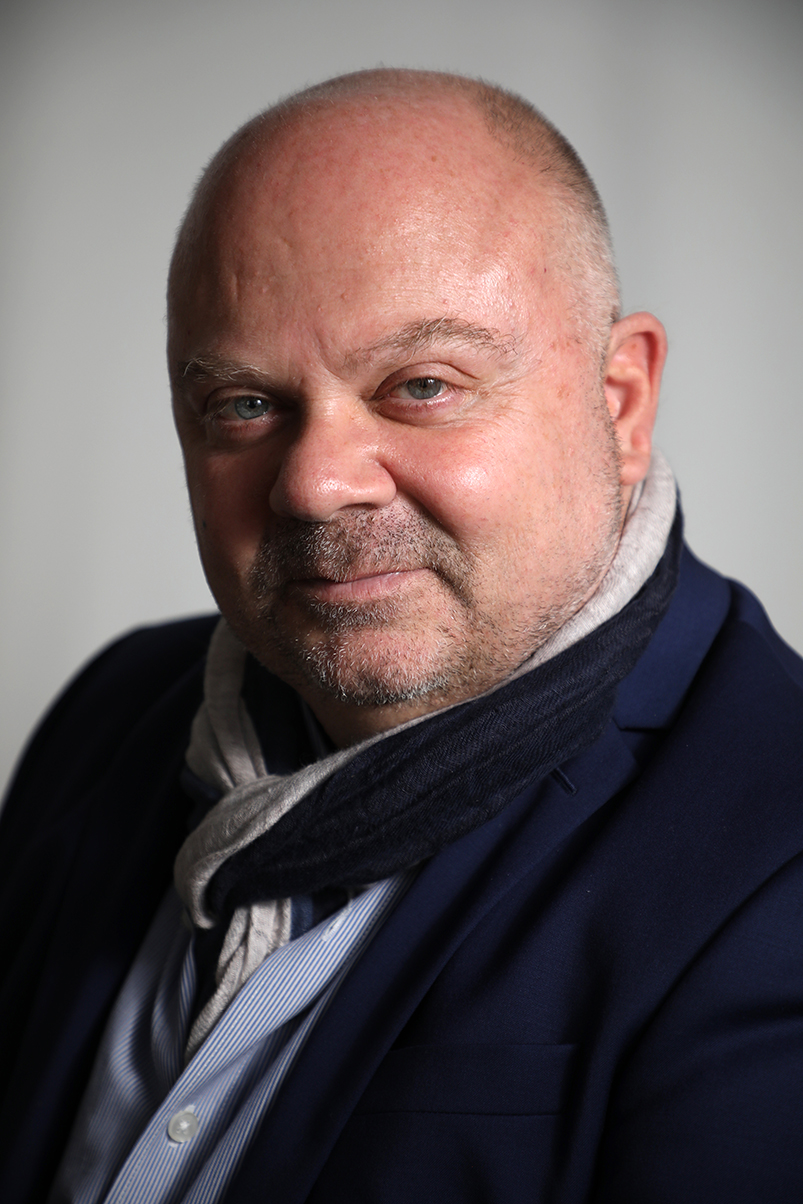
Stéphane Salord

### Aix au cœur - La République en marche
Anne-Laurence Petel, députée LREM, annonce être candidate en mai 2019, suivie de son suppléant Dominique Sassoon en juin. Charlotte de Busschère, conseillère municipale d'opposition, se présente également.
La commission nationale d'investiture du parti annonce comme candidate officielle Petel. Dominique Sassoon quitte alors LREM en dénonçant la procédure comme « une mascarade » et prend la tête de la liste d'Europe Écologie Les Verts.

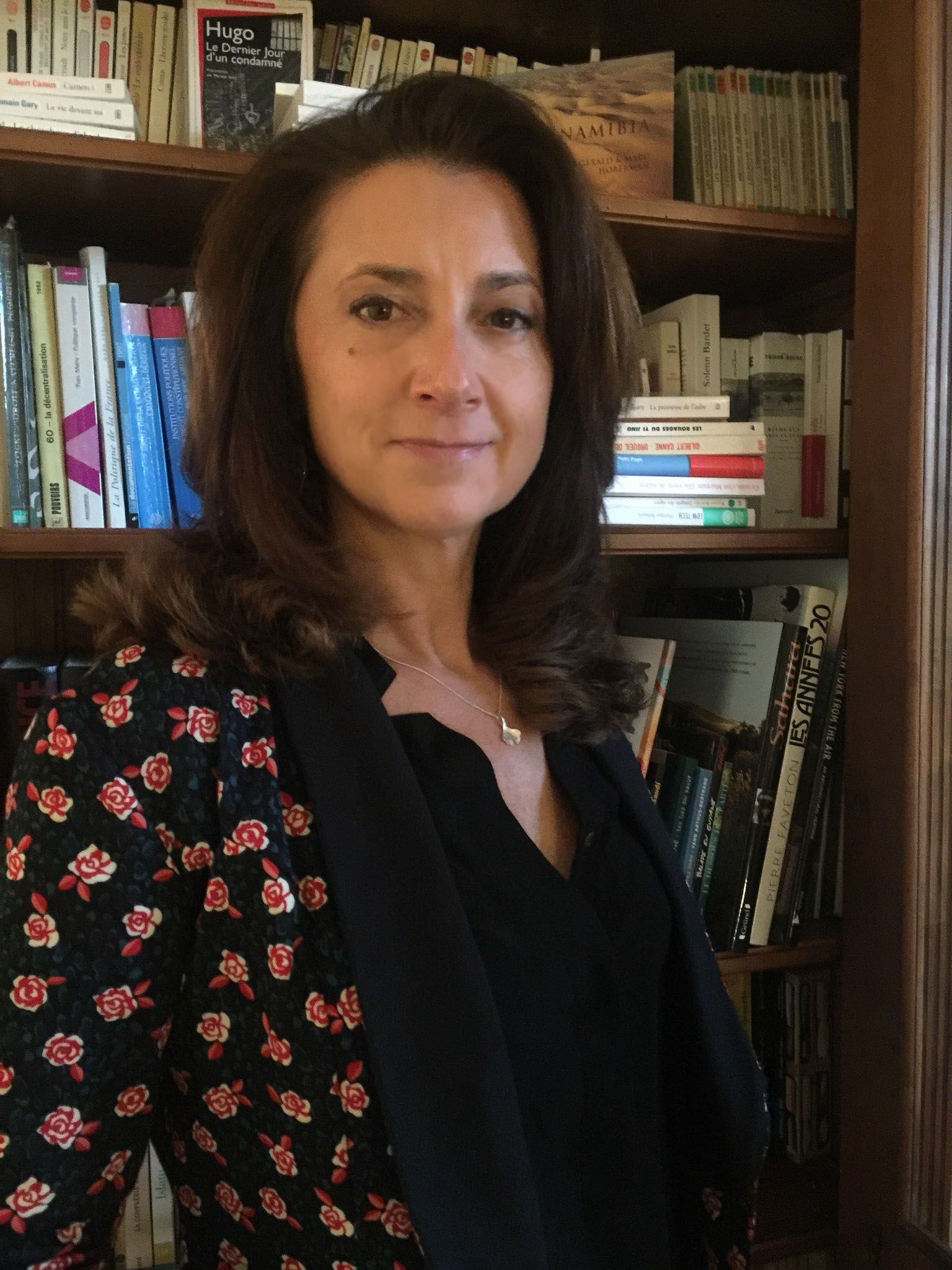
Anne-Laurence Petel.

### Imagine Aix - Mouvement démocrate
Mohamed Laqhila, député du Mouvement démocrate, annonce sa candidature à la mairie d'Aix-en-Provence en septembre 2018. Il est officiellement investi par son parti, avec une liste ouverte à la société civile, soutenue par le Mouvement radical.

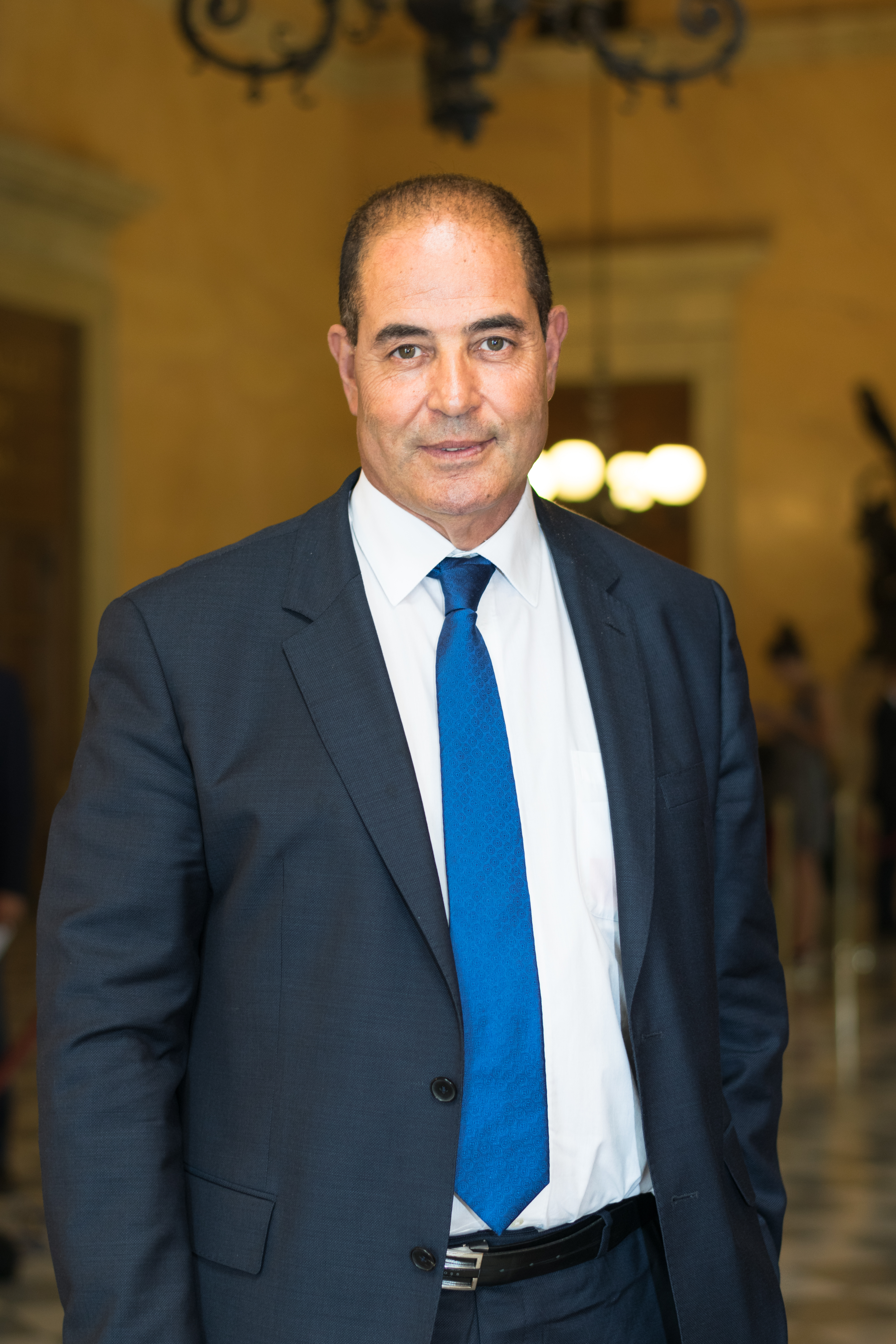
Mohamed Laqhila.

### La Passion d'Aix - Les Républicains et l'Union des démocrates indépendants
Maryse Joissains-Masini, membre des Républicains, est candidate pour un quatrième mandat à la mairie.
Tout d'abord condamnée en juillet 2018 à dix ans d'inéligibilité et un an de prison avec sursis, sa peine est réduite en mai 2019 par la cour d'appel de Montpellier à un an d'inéligibilité et six mois de prison avec sursis pour détournement et prise illégale d'intérêts, puis annulée le 19 février 2020 par la Cour de cassation estimant que la cour d'appel avait commis « une erreur en droit ». Elle peut donc se présenter aux élections municipales de 2020 mais reste coupable et sa peine doit être redéfinie par la cour d'appel de Montpellier autrement composée,.
Sa fille Sophie Joissains, sénatrice UDI élue en 2008, est aussi candidate sur sa liste. En revanche, Alexandre Gallese, adjoint chargé de l'urbanisme, est mis en examen et se retire de la liste.

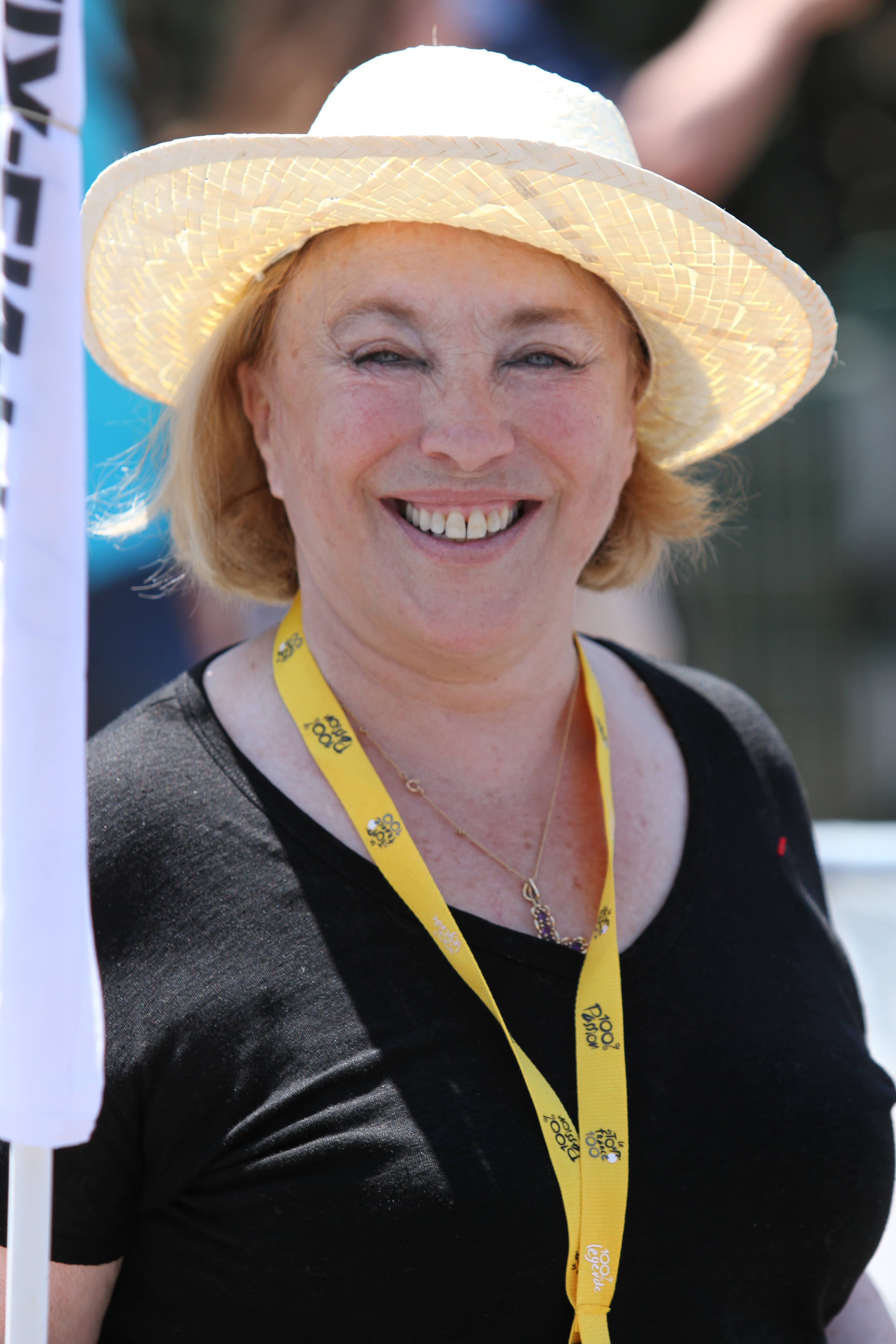
Maryse Joissains-Masini.

### Répondre aux aixois - Les Républicains dissidents
Jean-Marc Perrin, ancien adjoint de Maryse Joissains-Masini et conseiller municipal pendant douze ans, est refusé par la commission d'investiture des Républicains. Il maintient une candidature dissidente avec sa liste « Répondre aux aixois ».

### Bien vivre à Aix - Rassemblement national
Nathalie Chevillard, conseillère régionale, conduit la liste « Bien vivre à Aix » sous les couleurs du Rassemblement national.

### Aix animaliste - Parti animaliste
Le Parti animaliste présente une liste avec à sa tête Valérie Michon, enseignant-chercheur à Aix. Elle a pour vocation d'améliorer la condition animale dans la commune.

### Jean Batista
Jean Batista, employé municipal à la retraite, est candidat sur une liste sans étiquette. Il est classé divers gauche par le ministère de l'Intérieur.

## Sondages
| Sondeur | Date         | Panel | PS-LFI-PCF | DVG     | EÉLV    | GÉ     | LREM  | MoDem   | DVD    | LR        | RN         | PA     |
| Sondeur | Date         | Panel | Pena       | Batista | Sassoon | Salord | Petel | Laqhila | Perrin | Joissains | Chevillard | Michon |
| ------- | ------------ | ----- | ---------- | ------- | ------- | ------ | ----- | ------- | ------ | --------- | ---------- | ------ |
| Sondeur | Date         | Panel |            |         |         |        |       |         |        |           |            |        |
| Ifop    | 11 mars 2020 | 600   | 16         | 0,5     | 8       | 5      | 18    | 0,5     | 9      | 33        | 8          | 2      |

## Résultats
Seules les listes qui ont obtenu au moins 10 % des suffrages exprimés peuvent se maintenir pour le second tour. Les candidats des listes ayant obtenu plus de 5 % peuvent cependant rejoindre une autre liste s'étant maintenue, ce qui peut amener à modifier l'ordre de présentation des candidats sur les listes.
|                                             |                          |                               |              |              |             |             |        |        |  |
| Tête de liste                               | Tête de liste            | Liste                         | Premier tour | Premier tour | Second tour | Second tour | Sièges | Sièges |  |
| Tête de liste                               | Tête de liste            | Liste                         | Voix         | %            | Voix        | %           | CM     | CC     |  |
|                                             | Maryse Joissains-Masini  | LR-UDI                        | 9 507        | 30,28        | 12 963      | 43,53       | 40     | 13     |  |
| La passion d'Aix                            |                          |                               | 9 507        | 30,28        | 12 963      | 43,53       | 40     | 13     |  |
|                                             | Anne-Laurence Petel      | LREM                          | 6 422        | 20,45        | 9 565       | 32,12       | 9      | 3      |  |
| Aix au cœur                                 |                          |                               | 6 422        | 20,45        | 9 565       | 32,12       | 9      | 3      |  |
|                                             | Marc Pena                | PS-LFI-PCF-G·s-GRS-ND-MNLE-E! | 4 986        | 15,88        | 7 250       | 24,34       | 6      | 2      |  |
| Aix en partage                              |                          |                               | 4 986        | 15,88        | 7 250       | 24,34       | 6      | 2      |  |
|                                             | Dominique Sassoon        | EELV-MEI-Cap21                | 2 912        | 9,27         |             |             |        |        |  |
| Mieux Vivre Aix / Europe Écologie Les Verts |                          |                               | 2 912        | 9,27         |             |             |        |        |  |
|                                             | Jean-Marc Perrin         | DVD                           | 2 853        | 9,08         |             |             |        |        |  |
| Répondre aux aixois                         |                          |                               | 2 853        | 9,08         |             |             |        |        |  |
|                                             | Nathalie Chevillard      | RN                            | 1 741        | 5,54         |             |             |        |        |  |
| Bien vivre à Aix !                          |                          |                               | 1 741        | 5,54         |             |             |        |        |  |
|                                             | Stéphane Salord          | GÉ                            | 1 474        | 4,69         |             |             |        |        |  |
| Vert Aix                                    |                          |                               | 1 474        | 4,69         |             |             |        |        |  |
|                                             | Valérie Michon           | PA                            | 592          | 1,88         |             |             |        |        |  |
| Aix animaliste                              |                          |                               | 592          | 1,88         |             |             |        |        |  |
|                                             | Mohamed Laqhila          | MoDem-MR                      | 553          | 1,76         |             |             |        |        |  |
| Imagine Aix                                 |                          |                               | 553          | 1,76         |             |             |        |        |  |
|                                             | Jean Batista             | DVG                           | 354          | 1,12         |             |             |        |        |  |
| Pour Aix                                    |                          |                               | 354          | 1,12         |             |             |        |        |  |
|                                             |                          |                               |              |              |             |             |        |        |  |
| Votes exprimés                              | Votes exprimés           | Votes exprimés                | 31 394       | 98,06        | 29 778      | 97,73       |        |        |  |
| Votes blancs                                | Votes blancs             | Votes blancs                  | 246          | 0,77         | 415         | 1,36        |        |        |  |
| Votes nuls                                  | Votes nuls               | Votes nuls                    | 374          | 1,17         | 276         | 0,91        |        |        |  |
| Total                                       | Total                    | Total                         | 32 014       | 100          | 30 469      | 100         | 55     | 17     |  |
| Abstention                                  | Abstention               | Abstention                    | 57 910       | 64,40        | 59 544      | 66,15       |        |        |  |
| Inscrits / participation                    | Inscrits / participation | Inscrits / participation      | 89 924       | 35,60        | 90 013      | 33,85       |        |        |  |